# راي بيكويذ
راي بيكويذ (بالإنجليزية: Arthur Ray Beckwith)‏ هو كيميائي أسترالي، ولد في 23 فبراير 1912، وتوفي في 7 نوفمبر 2012.